# Denis Vornic
Denis Vornic (Orhei, Moldavia, 15 de octubre de 2004) es un futbolista moldavo. Juega como portero y su equipo actual es el Milsami Orhei de la Superliga de Moldavia.

## Palmarés
| País     | Título                | Club          | Temporada |
| -------- | --------------------- | ------------- | --------- |
| Moldavia | Superliga de Moldavia | Milsami Orhei | 2024-25   |